# Nuove strade Anas (400-499)
Le strade che, attualmente, non fanno più parte dell'ANAS ma che sono gestite da regioni o province sono contrassegnate dalla dicitura ex davanti al simbolo; c'è però da tenere presente che, per quasi tutte le strade, l'attuale competenza ANAS è ridotta rispetto alla lunghezza originale dell'arteria stessa: le strade che sono in parte gestite dall'ANAS e in parte da altri enti non sono contrassegnate dalla scritta ex.
| Numero  | Denominazione                                                                        | Lunghezza                  | Percorso | Provincia/città metropolitana |
| ------- | ------------------------------------------------------------------------------------ | -------------------------- | --- | ----------------------------- |
| NSA 403 | Nuova strada ANAS 403 - ex Strada statale 14 della Venezia Giulia                    | 3,080 km                   | Innesto con la S.S. n. 14 (km 60+450) - Innesto con la S.S. n. 14 (km 66+020) - Consegnata al comune di Portogruaro       | Venezia                       |
| NSA 411 | Nuova strada ANAS 411 - Tunnel di Olbia                                              | 0,76 km                    | Collegamento tra viabilità Comunale e Provinciale Compartimento di Sassari                                                | Sassari                       |
| NSA 424 | Nuova strada ANAS 424 - ex S.S. N. 659 di Valle Antigorio e Val Formazza             | 12,072 km (3,2 + 8,872 km) | 1º tronco: Innesti con la S.S. n. 659 (Galleria delle Casse) 2º tronco: Riale - Passo San Giacomo Compartimento di Torino | Verbano-Cusio-Ossola          |
| NSA 425 | Nuova strada ANAS 425 - ex S.S. N. 355 della Val de Gano                             | 2,345 km                   | Innesti presso TORS Compartimento di Trieste                                                                              | Udine                         |
| NSA 427 | Nuova strada ANAS 427 - ex A3 tratto Scilla - Santa Trada                            | 3,65 km                    | Innesto con la S.P. n. 15 - Innesto con la S.P. 64 Compartimento di AUTOSTR.MEDITERRANEO                                  | Reggio Calabria               |
| NSA 433 | Nuova strada ANAS 433 di Bagnara Calabra - ex A3 tratto Bagnara Calabra - Sant' Elia | 3,69 km                    | Innesto con la A2 presso svincolo Bagnara C. - Innesto con SP2 presso Pellegrina Compartimento di AUTOSTR.MEDITERRANEO    | Reggio Calabria               |
| NSA 439 | Nuova strada ANAS 439 - Asta nord di Molfetta                                        | 1,22 km                    | Innesto con la S.S. n. 16 presso Molfetta - Innesto con la ex S.S. n. 16 a Molfetta Compartimento di Bari                 | Bari                          |
| NSA 440 | Nuova strada ANAS 440 - Asta sud di Molfetta                                         | 1,115 km                   | Innesto con la S.S. n. 16 presso Molfetta - Innesto con la ex S.S. n. 16 a Molfetta Compartimento di Bari                 | Bari                          |